# 约瑟夫·李斯特
萊姆里傑斯的李斯特男爵约瑟夫·李斯特OM PC PRS FRCSE （1827年4月5日—1912年2月10日），英国外科医生、皇家學會会长（1895年－1900年），外科手术消毒技术的发明和推广者，誉为“现代外科学之父”。

## 早年生活
李斯特生于英国西汉姆的厄普敦（Upton House），父亲约翰·杰克森·利斯特（英語：Joseph Jackson Lister）是成功的商人，研製過消色差透鏡，并因对红血球的研究而当选为英国皇家学会院士。
李斯特在托特纳姆接受基础教育，并于1844年进入伦敦大学学院学习，1853年毕业后去爱丁堡大学继续研究。1856年4月23日，他与导师James Syme之女Agnes Syme结婚。婚后，在爱丁堡大学担任讲师，兼任外科医师。

## 职业生涯

### 格拉斯哥大学
1860年-1869年，李斯特在英国格拉斯哥大学担任外科教授。1861年，李斯特成为格拉斯哥皇家医院的兼职外科医生。在李斯特的年代，医学界普遍缺乏消毒意识，使得当时外科手术的成功率不高，无法普遍实行。李斯特经过观察发现，皮肤完好的骨折病人一般不易发生感染，便提出设想，即感染是因为外部因素造成的。
1865年，在格拉斯哥大学作为医学外科教授时，李斯特首先提出缺乏消毒是手术后发生感染的主要原因。当年8月12日，他为一位断腿病人实施手术，选用石炭酸作为消毒剂，并实行了一系列的改进措施，包括：医生应穿白大褂、手术器具要高温处理、手术前医生和护士必须洗手、病人的伤口要在消毒后绑上绷带等等，这位病人很快痊愈。
1864年4月7日，法国微生物学家路易·巴斯德发现微生物的存在，为李斯特的设想提供了理论上的依据。1867年，李斯特又将消毒手段应用到输血和输液中，降低了败血症的发病率。这一系列措施立即降低了手术术后感染的发病率，大大提高了手术成功率，术后死亡率自45%下降到15%，使得外科手术成为了一种有效、安全的治疗手段。

### 爱丁堡大学
1869年，李斯特返回爱丁堡大学接替导师James Syme担任外科学教授（Professor of Surgery），直至1877年。

### 伦敦国王学院
1877年，李斯特担任伦敦国王学院临床外科学教授（Professor of Clinical Surgery），并于当年10月26日公开成功进行了一例骨科手术，从此，严格的消毒制度在全世界逐渐建立起来。他担任英国伦敦国王学院医学教授直至1893年退休，那年他的妻子因病逝世。

### 英国皇家学会
1893年，李斯特任英国皇家学会外事秘书（Foreign Secretary）。1895年，他当选英国皇家学会会长，直至1900年。

## 晚年生活
1896年，李斯特当选不列颠科学协会会长。1912年2月，李斯特在伦敦病逝。

## 个人荣誉
1895年至1900年，任英国皇家学会会长。1902年，李斯特获封英国功绩勋章。英国李斯特预防医学会也以李斯特的名字命名，而他也是该学会的创始人之一。